# Lewes Pound
Pour les articles homonymes, voir Lewes (homonymie).
Le Lewes Pound ou Livre de Lewes est une monnaie locale circulant à Lewes, Sussex de l'Est[réf. souhaitée]. Inspirée d'autres monnaies locales existantes telles que le Totnes Pound (en) et BerkShares, la monnaie a été introduite avec la bénédiction du conseil municipal en septembre 2008 par la ville en transition de Lewes en tant que réponse communautaire aux défis du changement climatique et du pic pétrolier.

## Histoire
La ville de Lewes a introduit sa propre monnaie pour la première fois en 1789, mais celle-ci a été abandonnée en 1895 comme un certain nombre d'autres monnaies locales . Sa réintroduction en septembre 2008 a obtenu une couverture médiatique nationale.
Le 3 juillet 2009, il a été annoncé que le programme devait être prolongé et que de nouvelles coupures de 5 £, 10 £ et 21 £ seraient émises. Le billet de 21 £ souligne le fait que cinq pence de chaque livre Lewes achetée vont à l'association caritative locale Live Lewes Fund.

## Billets existants
À la date de 2017, les billets en circulation sont
- 1 Pound, vert, non daté
- 1 Pound, vert, 2009
- 1 Pound, vert, 2017
- 5 Pounds, bleu, 2009
- 5 Pounds, bleu, 2013
- 5 Pounds, bleu, 2017
- 10 Pounds, jaune, 2009
- 10 Pounds, bleu, 2014
- 21 pounds, rouge, 2009

Un billet spécial a été imprimé pour le 750e anniversaire de la bataille de Lewes à la mi-2014.

## Apparence
Le devant présente une photo des South Downs avec une image de Thomas Paine, résident de Lewes, et une de ses citations: "Nous avons en notre pouvoir de reconstruire le monde". Au verso se trouve une photo du château de Lewes. Les billets sont imprimés sur du papier à billets traditionnel et comportent un certain nombre de caractéristiques de sécurité, notamment une numérotation unique, des filigranes et des marques de chaleur.

## Critiques
Le Lewes Pound et le mouvement des villes en transition ont été critiqués pour leur incapacité à répondre aux besoins de la population de Lewes au sens large, en particulier des groupes socio-économiques inférieurs. De telles initiatives de monnaie locale ont été plus largement critiquées à la lumière du succès limité dans la stimulation de nouvelles dépenses dans les économies locales et en tant que stratégie irréaliste pour réduire les émissions de carbone.